# Cerkiew św. Jerzego Zwycięzcy w Holszanach
Cerkiew pod wezwaniem św. Jerzego Zwycięzcy – prawosławna cerkiew parafialna w Holszanach. Należy do dekanatu oszmiańskiego eparchii lidzkiej Egzarchatu Białoruskiego Patriarchatu Moskiewskiego.

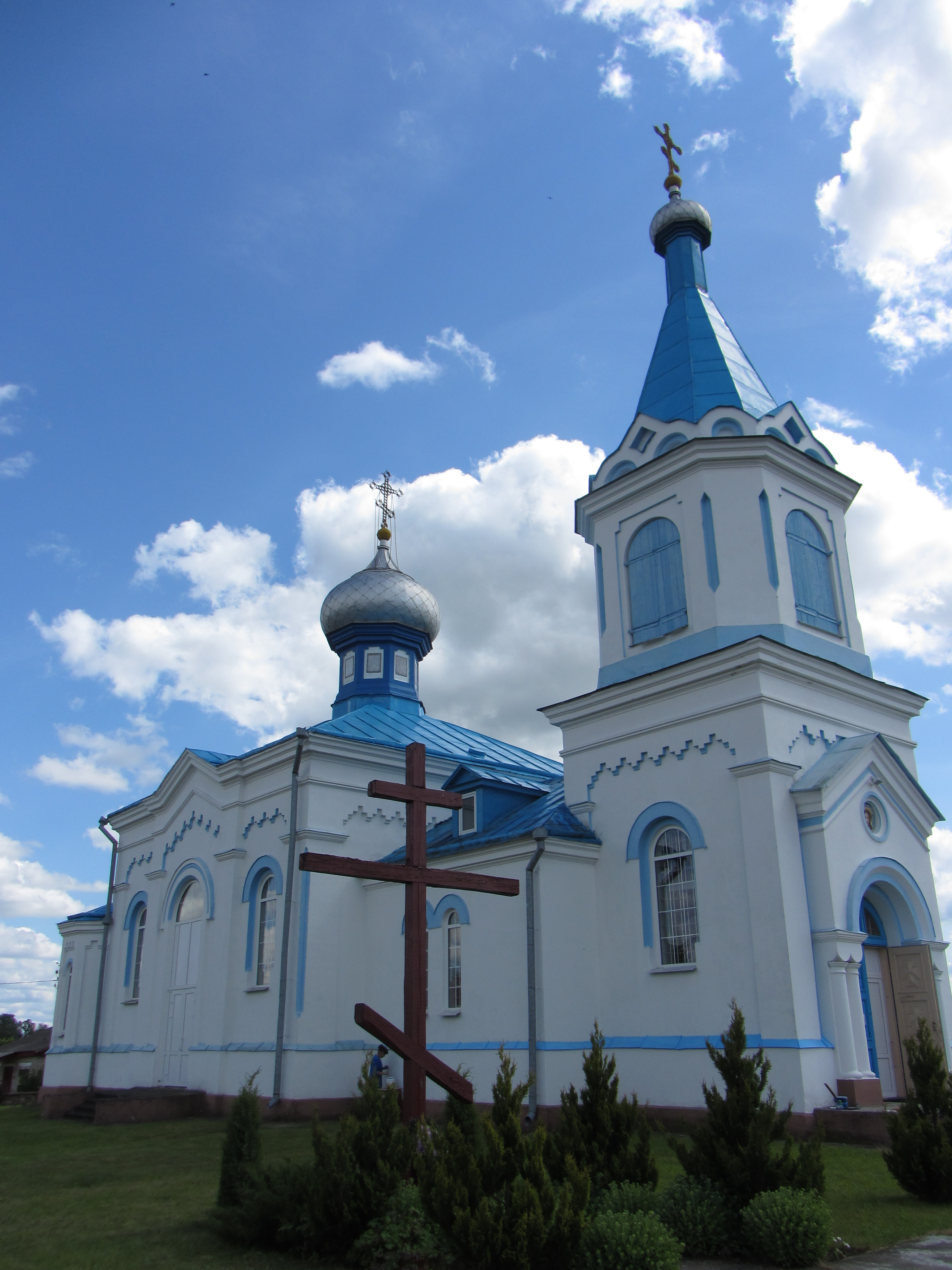
Widok ogólny

Cerkiew została zbudowana w latach 1900–1901, dzięki środkom przekazanym przez Świątobliwy Synod Rządzący i miejscowych parafian. Konsekracja świątyni miała miejsce 9 grudnia 1901.
Z wyposażenia cerkwi na uwagę zasługują ikony św. Julianny Holszańskiej i św. Eufrozyny Połockiej z cząstkami relikwii.